# Аргентина на Зимским олимпијским играма 1980.
Аргентини је ово били девето учешће на Зимским олимпијским играма. На Олимпијским играма 1980. у Лејк Плесиду, САД учествовали су са 13 учесника (13 мушкараца), који су се такмичили у три спорта.
У делегацији Аргентине најмлађи је био алпски скијаш Иван Бонакалза ја 17, а најстарији биатлонац Хорхе Салас са 37 година.
После ових Игара Аргентина је остала у групи земања које нису освајале медаље на Зимским олимпијским играма.

## Учесници по спортовима
| Спорт           | Мушкарци | Жене | Укупно |
| --------------- | -------- | ---- | ------ |
| Алпско скијање  | 6        | 0    | 6      |
| Биатлон         | 4        | 0    | 4      |
| Скијашко трчање | 3        | 0    | 3      |
| Укупно(1)       | 13       | 0    | 13     |

## Алпско скијање

### Мушкарци
| Спортиста          | Дисциплина | Трка 1            | Трка 1            | Трка 2            | Трка 2            | Укупно            | Укупно            | Детаљи |
| Спортиста          | Дисциплина | Време             | Поз.              | Време             | Поз.              | Време             | Поз. (учес)       | Детаљи |
| ------------------ | ---------- | ----------------- | ----------------- | ----------------- | ----------------- | ----------------- | ----------------- | ------ |
| Guillermo Giumelli | спуст      |                   |                   |                   |                   | 2:00,10           | 38 / 42 (47)      |        |
| Janez Flere        | спуст      | 1:59,01           | 37 / 42 (47)      |                   |                   |                   |                   |        |
| Марсело Мартинез   | спуст      | 1:58,04           | 36 / 42 (47)      |                   |                   |                   |                   |        |
| Норберто Кирога    | спуст      | 1:54,31           | 31 / 42 (47)      |                   |                   |                   |                   |        |
| Марсело Мартинез   | велеслалом | 1:31,17           | 51                | 1:34,41           | 47                | 3:05,58           | 46 / 54 (78)      |        |
| Guillermo Giumelli | велеслалом | 1:30,62           | 49                | 1:31,64           | 44                | 3:02,26           | 44 / 54 (78)      |        |
| Janez Flere        | велеслалом | 1:28,27           | 45                | 1:30,12           | 42                | 2:58,39           | 40 / 54 (78)      |        |
| Норберто Кирога    | велеслалом | 1:27,16           | 41                | 1:28,49           | 36                | 2:55,65           | 37 / 54 (78)      |        |
| Guilermo Giumelli  | слалом     | Није завршио трку | Није завршио трку | Није завршио трку | Није завршио трку | Није завршио трку | Није завршио трку |        |
| Норберто Кирога    | слалом     | 1:05,09           | 37                | 57,82             | 26                | 2:02,91           | 27 / 37 (79)      |        |
| Рикардо Кленк      | слалом     | 1:04,67           | 36                | 1:00,16           | 29                | 2:04,83           | 31 / 37 (79)      |        |
| Иван Бонакалза     | слалом     | 1:03,23           | 33                | 1:00,38           | 30                | 2:03,61           | 29 / 37 (79)      |        |

## Биатлон
| Дисциплина                                         | Такмичар    | Резултати         | Резултати         | Резултати         | Резултати          | Детаљи |
| Дисциплина                                         | Такмичар    | Време             | Промашаји         | Заостатак         | Плас./зав. (укуп.) | Детаљи |
| -------------------------------------------------- | ----------- | ----------------- | ----------------- | ----------------- | ------------------ | ------ |
| Раул Абела                                         | спринт      | 44:40,55          | 5 (2+3)           | +12:29,86         | 47 / 49 (50)       |        |
| Луис Риос                                          | спринт      | 44:51,18          | 5 (3+2)           | +12:40,49         | 48 / 49 (50)       |        |
| Хорхе Салас                                        | спринт      | 47:12,58          | 6 (2+4)           | +15:01,89         | 49 / 49 (50)       |        |
| Луис Риос                                          | појединачно | 1:55:26.50        | 21 (4+5+4+8)      | +47:10,17         | 47                 |        |
| Раул Абела                                         | појединачно | Није завршио трку | Није завршио трку | Није завршио трку | Није завршио трку  |        |
| Хорхе Салас                                        | појединачно | Није завршио трку | Није завршио трку | Није завршио трку | Није завршио трку  |        |
| Луис Риос Хорхе Салас Раул Абела Деметрио Веласкез | штафета     | Нису завршио трку | Нису завршио трку | Нису завршио трку | Нису завршио трку  |        |

## Скијашко трчање
| Дисциплина          | Такмичар | Резултат   | Резултат               | Детаљи |
| Дисциплина          | Такмичар | Време      | Пласман /учес. (укуп.) | Детаљи |
| ------------------- | -------- | ---------- | ---------------------- | ------ |
| Матијас Хосе Херман | 15 км    | 55:50.61   | 61 / 61 (63)           |        |
| Мартин Томас Херман | 15 км    | 53:38,47   | 60 / 61 (63)           |        |
| Маркос Луис Херман  | 15 км    | 52:02,42   | 56 / 61 (63)           |        |
| Маркос Луис Херман  | 30 км    | 1:47:56,17 | 50 / 52 (57)           |        |